# Сухоруково (Вологодская область)
Сухоруково — деревня в Вологодском районе Вологодской области.
Входит в состав Кубенского сельского поселения (с 1 января 2006 года по 8 апреля 2009 года входила в Вепревское сельское поселение), с точки зрения административно-территориального деления — в Вепревский сельсовет.
Расстояние до районного центра Вологды по автодороге — 66 км, до центра муниципального образования Кубенского по прямой — 30 км. Ближайшие населённые пункты — Мелдань, Сысоево, Середнее.
По данным переписи в 2002 году постоянного населения не было.